# Житищі
Житищі (рос. Житищи) — присілок в Бежецькому районі Тверської області Російської Федерації.
Населення становить 278 осіб. Входить до складу муніципального утворення Житищенське сільське поселення.

## Історія
Від 2005 року входить до складу муніципального утворення Житищенське сільське поселення.

## Населення
| 1859 | 1887 | 1920 | 1997 | 2008 | 2010 |
| ---- | ---- | ---- | ---- | ---- | ---- |
| 304  | ↗462 | ↗566 | ↘302 | ↘272 | ↗278 |